# Championnat d'Europe de polo 1997
Navigation
Édition précédente Édition suivante
Le championnat d'Europe de polo 1997, troisième édition du championnat d'Europe de polo, a lieu en 1997 à Milan, en Italie. Il est remporté par l'Angleterre.